# Mujeres y salud
Mujeres y Salud (MyS) és una revista especialitzada en salut i gènere, adreçada tant al públic general com a professionals del sector sanitari. Té com a finalitat contribuir a la millora de la salut de la dona mitjançant l’intercanvi de coneixement, l’anàlisi crítica i la difusió d’informació lliure de biaixos sexistes i d’interessos comercials. La revista és editada pel programa Dones, Salut i Qualitat de Vida del Centre d'Anàlisi i Programes Sanitaris (CAPS), una organització sense ànim de lucre fundada a Barcelona. Mujeres y Salud es publica bianualment des de la seva aparició, l'any 1996, i havia editat 53 números fins al juliol de 2022.
El projecte editorial de MyS combina contribucions de professionals de la salut amb testimonis i relats de dones sobre les seves experiències en matèria de salut. La revista ofereix un espai de participació on es recullen diferents perspectives. MyS ha contribuït a la incorporació de la perspectiva de gènere en l’àmbit de la salut, tot destacant diferències en la morbiditat, analitzant la medicalització de processos fisiològics i promovent la reflexió en la recerca, la docència i l’atenció sanitària, en col·laboració amb altres iniciatives i institucions.
La revista es caracteritza per la seva crítica als discursos masclistes de la medicina occidental hegemònica i per la voluntat d'oferir informació veraç i no esbiaixada sobre la salut de les dones. Dona veu a perspectives alternatives, reconeixent tant les aportacions de persones expertes com les de no expertes, i valorant les experiències individuals i col·lectives en els processos de salut i malaltia. Defuig els criteris tradicionals de validació del coneixement científic i aposta per una gestió multidimensional del saber, tot redefinint els processos de participació. MyS es constitueix així com un altaveu per a sabers sovint invisibilitzats en l'àmbit científico-mèdic, en confrontació amb els discursos oficials.
La revista juga un paper clau en la construcció i validació d'un coneixement científic crític i alternatiu, i actua com una eina per impulsar un saber lliure de dominacions polítiques i econòmiques, afavorint la re-apropiació de la salut per part de cossos tradicionalment subjugats.
El 17 d’octubre de 2011, amb motiu de la publicació del seu número 30, es van commemorar quinze anys d’activitat de la revista en un acte celebrat a la seu de l’Institut de la Dona, amb la participació de la seva directora aleshores, Leonor Taboada Spinardi, així com representants institucionals com Teresa Blat i Carmen Valls i Llobet. Durant l’acte es va posar de relleu el paper de la revista com a espai de referència per a milers de lectores i professionals, per la seva capacitat de presentar continguts científics de forma clara i accessible, amb una perspectiva crítica sobre la medicalització i les pràctiques sanitàries des del punt de vista de les dones.